# Trematomus scotti
Trematomus scotti är en fiskart som först beskrevs av Boulenger, 1907.  Trematomus scotti ingår i släktet Trematomus och familjen Nototheniidae. Inga underarter finns listade i Catalogue of Life.